# SFB Games
SFB Games (anteriormente conocido como The Super Flash Bros.) es un estudio de videojuego indie ubicado en Londres. El estudio fue inventado por dos hermanos Tom Vian y Adam Vian quienes empezaron hacer juegos Flash en 2002, y desde entonces han ido en hacer juegos para móviles, consolas y desktops.

## Historia
Los hermanos originalmente hicieron los juegos juntos empezando cuándo tenían 17 y 14 años respectivamente, se llamaban ellos "The Super Flash Bros". Empezaron con vídeos de animación Flash, antes de empezar a hacer juegos Flash, inicialmente subidos a Newgrounds.com.
El catalizador para la formación de una compañía oficial era la liberación de Detective Grimoire, un juego para iOS/Andoid. Desde el fundando de la compañía,  han colaborado con Sony, Steam de la Valve Corporation, y Adult Swim, y lanzó una campaña de Kickstarter. Adam sirve como el artista de ventaja, mientras la función de Tom es desarrollador tan único.

## Juegos y cortometrajes
En la página de Kickstarter para Detective Grimoire, SFB Games explicó en inglés:

Since 2002, we've been known as The Super Flash Bros...That's been great for the 26 games we've made together (like Haunt the House: Terrortown, The Arrow of Time and Blue Rabbit's Climate Chaos), the 12 games we've made with others (including Help the Hero, Monster Bark and My Almost Famous Family) and the 26 animated shorts Adam has produced (such as The Decline of Video Gaming series and the Another Day series). Recently though, we decided to change that slightly to become SFB Games!
SFB Games

## Premios
- Detective Grimoire - Honorable Menciona para Excelencia en Narrativo" - IGF, San Francisco, 2014[1]
- "Detective Grimoire - Ganador de Historia de Juego Mejor" - Casual Conectar Europa, Ámsterdam, 2014[1]
- "Detective Grimoire - Nominado para Excelencia en Storytelling" - IMGA, San Francisco, 2014[1]
- "Detective Grimoire - Nominado para Excelencia en Diseño de Sonido" - IMGA, San Francisco, 2014[1]
- "Haunt the House: Terrortown - Ganador de Juego de Arcada Mejor por un Estudio Pequeño" - TIGA Premios, Londres, 2013[1]
- "Haunt the House: Terrortown - Nominado para Más Asombroso Juego Indie" - Asombrar Indie Conecta, Berlín, 2013[1]
- "Haunt the House: Terrortown - Ganador de Premio de Juego Indie" - Casual Conectar Europa, Hamburgo, 2013[1]
- "Monky King Spring (no lanzado) - Ganador de SCEE Premio de Juego Mejor" - GameHack, Londres, 2012[1]
- "Monky King Spring (no lanzado) - Ganador de Mejor Centellea Juego para iOS" - GameHack, Londres, 2012[1]
- "Detective Grimoire OST - Nombramiento para Jerry Goldsmith Premio (Creación Libre)" - BSO Festival de Espíritu, España, 2011[1]